# Gianfranco Parolini
Gianfranco Parolini   (Roma, 20 de febrer de 1925 - Roma, 26 d'abril de 2018) fou un director de cinema italià. També fou guionista, actor, productor i muntador. Treballà sobretot amb Serge Gainsbourg en dos pèplums, Samsone i La Furia di Ercole.
Comença la seva carrera com script al costat de Roberto Rossellini per a la pel·lícula Els Onze Fioretti de François de Fonament. Passa ràpidament a la realització tot treballant en les pel·lícules d'altres directors. Gira enormement de pel·lícules entre 1961 i 1977. Toca llavors gèneres cinematogràfics molt variats (pèplums, aventures i d'espionatge, spaghetti western). Amb el nom de "Frank Kramer" (ha utilitzat sovint pseudònims), coneix un gran èxit comercial amb spaguetti westerns com la trilogia Sabata. Després de 1977 només treballa esporàdicament i s'atura definitivament el 1988.

## Pseudònims utilitzats[calcitació]
- Frank Kramer
- Cehett Grooper
- Robert F. Atkinson
- Frank Littlewords
- Frank Littlewood
- John Francis Littlewords
- John Francis Scott

## Filmografia

### Director
- 1953: Il Bacio dell'Aurora
- 1954: François il contrabbandiere
- 1961: Sansone
- 1962: Il Vecchio testamento
- 1962: La Furia di Ercole
- 1962: Anno 79: La distruzione di Ercolano
- 1963: I Dieci gladiatori
- 1964: Die Diamantenhölle am Mekong (amb el pseudònim de Frank Kramer)
- 1964: Gli Invincibili tre
- 1965: Johnny West il mancino (amb el pseudònim de Frank Kramer)
- 1966: Kommissar X - Jagd auf Unbekannt (amb el pseudònim de Frank Kramer)
- 1966: Kommissar X - Drei gelbe Katzen (amb el pseudònim de Cehett Grooper)
- 1966: Kommissar X - In den Klauen des goldenen Drachen (amb el pseudònim de Frank Kramer)
- 1966: Las Siete magníficas (codirigida amb Sidney W. Pink amb el pseudònim de Cehett Grooper)
- 1967: I Fantastici tre supermen (amb el pseudònim de Frank Kramer)
- 1967: Kommissar X - Drei grüne Hunde (no surt als crèdits)
- 1968: Kommissar X - Drei blaue Panther (amb el pseudònim de Frank Kramer)
- 1968: Se incontri Sartana prega per la tua morte (amb el pseudònim de Frank Kramer)
- 1969: Sabata (Ehi amico... c'è Sabata, hai chiuso!) (amb el pseudònim de Frank Kramer)
- 1969: 5 per l'inferno (amb el pseudònim de Frank Kramer)
- 1971: Indio Black, sai che ti dico: Sei un gran figlio di... (amb el pseudònim de Frank Kramer)
- 1971: El retorn de Sabata (È tornato Sabata... hai chiuso un'altra volta) (amb el pseudònim de Frank Kramer)
- 1972: Sotto a chi tocca! (amb el pseudònim de Frank Kramer)
- 1974: Questa volta ti faccio ricco!
- 1975: Noi non siamo angeli
- 1976: Diamante Lobo (amb el pseudònim de Frank Kramer)
- 1977: Yeti - Il gigante del 20. secolo (amb el pseudònim de Frank Kramer)
- 1987: Alla ricerca dell'impero sepolto (amb el pseudònim de Frank Kramer)
- 1988: Tears in the Rain de Don Sharp (no surt als crèdits)

### Guionista
- 1953: Il Bacio dell'Aurora
- 1958: La Rivolta dei gladiatori de Vittorio Cottafavi
- 1959: Quanto sei bella Roma de Marino Girolami
- 1961: Il conquistatore di Maracaibo d'Eugenio Martín
- 1961: Goliath contro i giganti de Guido Malatesta
- 1961: Samson contre Hercule (Sansone)
- 1962: Il Vecchio testamento
- 1962: La Furia di Ercole (com a G.F. Parolini)
- 1962: Anno 79: La distruzione di Ercolano
- 1963: I Dieci gladiatori
- 1964: Fontana di Trevi de Carlo Campogalliani
- 1964: Gli Invincibili tre
- 1965: Johnny West il mancino (amb el pseudònim de Frank Kramer)
- 1965: Mission spéciale a Caracas de Raoul André
- 1966: Kommissar X - Jagd auf Unbekannt (amb el pseudònim de Frank Kramer)
- 1966: Kommissar X - In den Klauen des goldenen Drachen (amb el pseudònim de Frank Kramer)
- 1967: I Fantastici tre supermen
- 1968: Kommissar X - Drei blaue Panther (amb el pseudònim de Robert F. Atkinson)
- 1968: Se incontri Sartana prega per la tua morte
- 1969: Ehi amico... c'è Sabata, hai chiuso!
- 1969: 5 per l'inferno (amb el pseudònim de Frank Kramer)
- 1969: Kommissar X - Drei goldene Schlangen de Roberto Mauri (amb el pseudònim de Robert F. Atkinson)
- 1971: Adéu, Sabata (Indio Black, sai che ti dico: Sei un gran figlio di...)
- 1971: È tornato Sabata... hai chiuso un'altra volta (amb el pseudònim de Frank Kramer)
- 1972: Sotto a chi tocca! (amb el pseudònim de Frank Kramer)
- 1974: Questa volta ti faccio ricco!
- 1975: Noi non siamo angeli
- 1976: Diamante Lobo (amb el pseudònim de Frank Kramer)
- 1977: Yeti - Il gigante del 20. secolo (amb el pseudònim de Frank Kramer)
- 1984: Roma. L'antica chiave dei sensi de Lorenzo Onorati (amb les noms de Frank Kramer i de J.F. Littlewords)
- 1987: Alla ricerca dell'impero sepolto (amb el pseudònim de Frank Kramer)
- 1988: Tears in the Rain de Don Sharp (no surt als crèdits)

### Actor
- 1955: Little Red Monkey de Ken Hughes (amb el pseudònim de Frank Littlewords)
- 1963: I Dieci gladiatori
- 1966: Kommissar X - In den Klauen des goldenen Drachen (amb el pseudònim de Frank Littlewords)
- 1968: Kommissar X - Drei blaue Panther (amb el pseudònim de Frank Kramer)
- 1968: Se incontri Sartana prega per la tua morte (amb el pseudònim de John Francis Littlewords)
- 1969: On the Buses de Stuart Allen (amb el pseudònim de Frank Littlewood)
- 1984: Roma. L'antica chiave dei sensi de Lorenzo Onorati (amb el pseudònim de John Francis Littlewords)
- 1987: Alla ricerca dell'impero sepolto (amb el pseudònim de John Francis Scott)

### Productor
- 1974: Questa volta ti faccio ricco!
- 1977: Yeti - Il gigante del 20. secolo
- 1984: Roma. L'antica chiave dei sensi de Lorenzo Onorati (amb el pseudònim de Frank Kramer)
- 1987: Alla ricerca dell'impero sepolto

### Muntador
- 1969: 5 per l'inferno (no surt als crèdits)
- 1971: Indio Black, sai che ti dico: Sei un gran figlio di... (no surt als crèdits)
- 1971: È tornato Sabata... hai chiuso un'altra volta (no surt als crèdits)